# زمين سيب (نرغسان)
زمین سیب (بالفارسية: زمین سیب) هي منطقة سكنية تقع في إيران في قسم نرغسان الریفي. يقدر عدد سكانها بـ 0 نسمة بحسب إحصاء 2016.